# NGC 4907
NGC 4907 ist eine 13,6 mag helle Balken-Spiralgalaxie mit aktivem Galaxienkern vom Hubble-Typ „SBb“ im Sternbild Haar der Berenike am Nordsternhimmel. Sie ist schätzungsweise 263 Millionen Lichtjahre von der Milchstraße entfernt und hat einen Durchmesser von etwa 85.000 Lj. Die Galaxie gilt als Mitglied des Coma-Galaxienhaufens Abell 1656.
Im selben Himmelsareal befinden sich u. a. die Galaxien NGC 4895, IC 4040, IC 4045, IC 4051.
Das Objekt wurde am 5. Mai 1864 vom deutsch-dänischen Astronomen Heinrich Louis d’Arrest entdeckt.